# 暗夜星辰
《暗夜星辰》是香港警務處與鳳凰衛視聯合製作的反修例運動紀錄片，2020年7月22日首播。參與拍攝人員包含前警察公共關係科總警司謝振中、其他參與行動警員、劉澤基及其妻子等，片中紀錄警員的對白及示威者的暴力。紀錄片長1小時48分鐘，影片呈現香港警方的觀點。

## 官方評價
香港警務處官方雜志《警聲》（OffBeat）稱贊該片「關鍵歷史時期 高難度記錄實況」「關鍵人物 珍貴紀錄」「獨特視角 人性關懷」。

## 正面回饋
紀錄片中認為事件從2019年8月31日金鐘「一個暴亂現場」開始的四個月紀錄了「2019年香港暴亂」最危險、最混亂、社會最撕裂的時刻，在2019年12月24日平安夜結束。
港人講地發文稱「《暗夜星辰》片頭畫面有一句說話，『別擔心，時間會證明一切。』這是對警方的肯定，亦是市民大眾的心聲。」

## 負面回饋
法廣報導紀錄片因負評如潮一度被警方主動下架影片，後被YouTube以「令部分觀衆反感」設置重播警告。